# Csukvu
Csukvu (angolos leírással chukwu) a hagyományos igbó vallás (Odinala) főistene és teremtő istene. Az igbó panteonban (Alusi) Csukvu az összes többi istenség forrása, és ő osztja ki számukra a különböző feladatokat . Az igbók úgy hiszik, hogy minden dolog forrása Csukvu (egy másik nevén Csuikvu - Chiukwu). Ő hozza el a növények növeketéséhez szükséges esőt, mindent irányít a Földön és a szellemvilágban. Úgy vélik, hogy Csukvu egy mindenható és mindenütt jelenlévő legfőbb lény, aki mindent magába foglal a fizikai és a szellemi térben.
Nyelvészeti kutatások szerint a "Csukvu" név az igbó "csi - chi" (szellemi lény) és "ukvu" (nagy) szavak összevonásából származik.

## Csukvu meghatározása
Az Igbók szerint, akik napjainkban Nigéria délkeleti részén élnek a legtöbben, Csineke (Chineke) a világegyetem és minden jó teremtője, az esővel, a fákkal és más növényekkel együtt. Csukvu egy főisten, és a különféle többistenhívő vallásokban az ezt a szerepet betöltő istenségnek az egyik leggyakoribb fizikai megnyilvánulása a nap. A Csukvu és a Csineke is ugyanúgy istent jelentő szavak, a keresztény és muszlim igbók számára egyszerűen ez isten neve, és nincs kapcsolata a Nappal vagy más természeti jelenséggel.
A keresztény igbók közül sokan a keresztény Istent is ezen a néven emlegetik. A Csukvu (Chu-kwu) "a legnagyobb” és "a mindenható" tiszteletbeli címekhez hasonlít, nem pedig egy olyan névhez, mint az angol „god”, amely germán eredetű szó, és a germán ősvallás isteneire utalt, de a kereszténység és az iszlám megjelenésével a két ábrahámi vallás Istenére kezdték használni. Ezzel szemben a Csukvu szó Igbó nyelven azt jelenti: Isten, a mindenható, a legfelsőbb és leghatalmasabb. A legtöbb Igbó személynév is a legfőbb teremtő istenhez kapcsolódik, például: Ugo Csukvu, Ebere Csukvu és még sok más. Az igbók úgy vélik, hogy az emberek számára lehetetlen elképzelni Csukvu korlátlan nagyságát. A különféle igbó nyelvjárásokban sok névvel hivatkoznak rá, a legelterjedtebbek: Csukvu (Chi Ukwu), Csineke (Chi Na Eke), Csukvu Okike (Chi Ukwu Okike), Csiokike (Chi Okike), Csuku (Chi Uku), Ebili Ukpabi (Ebili nu Ukpabi) és Obaszi (Obi Alusi).
Csukvunak hat különböző formája van:
1. Csukvu - minden élőlény létezésének ősoka és életereje.
2. Anyanvu - jelképes értelemben a Nap. A Nap mindent feltár, Csukvu ebben a formában minden tudás szerzője és forrása is.
3. Ala - a Termékeny Föld, az emberek és a különféle másodrendű istenek világa.
4. Amadioha - az igazságosság, a szeretet, a béke és az egység hozója, az emberiség teremtője.
5. Csi (chi) személyes, szellemi vezetőként működő kisebb istenség.
6. Okike - a látható és láthatatlan világot irányító törvények teremtője.

## Fordítás
Ez a szócikk részben vagy egészben  a   Chukwu című angol Wikipédia-szócikk ezen változatának fordításán alapul.  Az eredeti cikk szerkesztőit annak laptörténete sorolja fel. Ez a jelzés csupán a megfogalmazás eredetét és a szerzői jogokat jelzi, nem szolgál a cikkben szereplő információk forrásmegjelöléseként.